# Potštát
Potštát (in tedesco Bodenstadt) è una città della Repubblica Ceca facente parte del distretto di Přerov, nella regione di Olomouc.